# Vaus (Charente)
Vau de la Valeta (en francès Vaux-Lavalette) és un municipi francès situat al departament del Charente i a la regió de la Nova Aquitània. L'any 2007 tenia 92 habitants.

## Demografia

### Població
El 2007 la població de fet de Vaux-Lavalette era de 92 persones. Hi havia 41 famílies de les quals 11 eren unipersonals (7 homes vivint sols i 4 dones vivint soles), 19 parelles sense fills i 11 parelles amb fills.
La població ha evolucionat segons el següent gràfic:
Habitants censats

### Habitatges
El 2007 hi havia 57 habitatges, 41 eren l'habitatge principal de la família, 8 eren segones residències i 8 estaven desocupats. Tots els 56 habitatges eren cases. Dels 41 habitatges principals, 31 estaven ocupats pels seus propietaris, 8 estaven llogats i ocupats pels llogaters i 2 estaven cedits a títol gratuït; 2 tenien dues cambres, 7 en tenien tres, 8 en tenien quatre i 24 en tenien cinc o més. 28 habitatges disposaven pel capbaix d'una plaça de pàrquing. A 10 habitatges hi havia un automòbil i a 26 n'hi havia dos o més.

### Piràmide de població
La piràmide de població per edats i sexe el 2009 era:
| Homes | Edats   | Dones |
| ----- | ------- | ----- |
| 0     | 95 o +  | 0     |
| 0     | 90 a 94 | 0     |
| 0     | 85 a 89 | 4     |
| 4     | 80 a 84 | 0     |
| 4     | 75 a 79 | 4     |
| 0     | 70 a 74 | 0     |
| 8     | 65 a 69 | 4     |
| 4     | 60 a 64 | 4     |
| 4     | 55 a 59 | 0     |
| 0     | 50 a 54 | 8     |
| 0     | 45 a 49 | 0     |
| 4     | 40 a 44 | 0     |
| 4     | 35 a 39 | 8     |
| 0     | 30 a 34 | 0     |
| 4     | 25 a 29 | 0     |
| 0     | 20 a 24 | 0     |
| 0     | 15 a 19 | 0     |
| 0     | 10 a 14 | 8     |
| 4     | 5 a 9   | 0     |
| 0     | 0 a 4   | 0     |

## Economia
El 2007 la població en edat de treballar era de 65 persones, 52 eren actives i 13 eren inactives. De les 52 persones actives 47 estaven ocupades (24 homes i 23 dones) i 5 estaven aturades (1 home i 4 dones). De les 13 persones inactives 8 estaven jubilades, 2 estaven estudiant i 3 estaven classificades com a «altres inactius».
Activitats econòmiques
Dels 4 establiments que hi havia el 2007, 1 era d'una empresa extractiva, 1 d'una empresa de construcció, 1 d'una empresa de serveis i 1 d'una empresa classificada com a «altres activitats de serveis».
L'únic servei als particulars que hi havia el 2009 era un paleta.
L'any 2000 a Vaux-Lavalette hi havia 14 explotacions agrícoles que ocupaven un total de 657 hectàrees.

## Poblacions properes
El següent diagrama mostra les poblacions més properes.